# Plataforma de Oposición - Por la Vida
Plataforma de Oposición - Por la Vida (en ucraniano: Опозиційна платформа — За життя; en ruso: Оппозиционная платформа — За жизнь) es un partido político ucraniano fundado en diciembre de 2018 con el objetivo de disputar las elecciones presidenciales y parlamentarias de 2019. El partido es sucesor legal de Por la Vida, previamente Unión de Toda Ucrania «Centro» de 1999 a 2016. El partido originario fue registrado oficialmente en diciembre de 1999.
El partido fue formado por miembros de los antiguos partidos Por la Vida, Bloque de Oposición, Ucrania - Adelante!, Partido de Desarrollo de Ucrania, y Decisión Ucraniana. En las elecciones parlamentarias de 2019 obtuvo el segundo lugar detrás del partido oficialista Servidor del Pueblo, con el 13.05% de los votos y 43 escaños.
El 20 de marzo de 2022, el Consejo Nacional de Seguridad y Defensa de Ucrania suspendió las actividades del partido debido a supuestos colaboracionismo y vínculos con Rusia.

## Programa político de 2019
En el programa electoral del partido para las elecciones parlamentarias ucranianas de 2019, el partido prometió deshacer las políticas de descomunización, lustración y ucranización, renegociar el Acuerdo de Asociación entre Ucrania y la Unión Europea y revivir el comercio con los países de la Comunidad de Estados Independientes. El grupo quiere la "neutralidad de Ucrania en la esfera político-militar y la no participación en ninguna alianza político-militar". Como un medio para combatir la pobreza, el partido aboga por la "reducción de las tarifas de gas para la población de Ucrania a 3800 - 4000 UAH por cada mil metros cúbicos debido al suministro directo de gas desde la Federación de Rusia". El partido insta al gobierno que negocie directamente con las autoproclamadas República Popular de Donetsk y República Popular de Lugansk con el objetivo de poner fin a la guerra en el Donbáss, y omite toda alusión a la anexión de Crimea por Rusia.